# A1 Grand Prix 2006/2007
A1 Grand Prix-säsongen 2006/2007 bestod av 11 tävlingshelger och Tyskland blev mästare tack vare Nico Hülkenberg, som körde alla helger utom en och tog 9 segrar.

## Deltävlingar
| Arrangör      | Nation heat 1  | Förare heat 1      | Nation heat 2  | Förare heat 2    |
| ------------- | -------------- | ------------------ | -------------- | ---------------- |
| Zandvoort     | Sydafrika      | Adrian Zaugg       | Tyskland       | Nico Hülkenberg  |
| Brno          | Malaysia       | Alex Yoong         | Malaysia       | Alex Yoong       |
| Peking        | Holland        | Jeroen Bleekemolen | Italien        | Enrico Toccacelo |
| Sepang        | Schweiz        | Neel Jani          | Tyskland       | Nico Hülkenberg  |
| Sentul        | Nya Zeeland    | Jonny Reid         | Nya Zeeland    | Jonny Reid       |
| Taupo         | Tyskland       | Nico Hülkenberg    | Tyskland       | Nico Hülkenberg  |
| Eastern Creek | Tyskland       | Nico Hülkenberg    | Tyskland       | Nico Hülkenberg  |
| Durban        | Tyskland       | Nico Hülkenberg    | Tyskland       | Nico Hülkenberg  |
| Mexico City   | Malaysia       | Alex Yoong         | Storbritannien | Oliver Jarvis    |
| Shanghai      | Storbritannien | Robbie Kerr        | Nya Zeeland    | Jonny Reid       |
| Brands Hatch  | Storbritannien | Robbie Kerr        | Tyskland       | Nico Hülkenberg  |

## Slutställning
| Plats | Nation         | Signifikativa förare | Poäng |
| ----- | -------------- | -------------------- | ----- |
| 1     | Tyskland       | Hülkenberg/Vietoris  | 128   |
| 2     | Nya Zeeland    | J Reid/Halliday      | 93    |
| 3     | Storbritannien | Kerr/Jarvis          | 92    |
| 4     | Frankrike      | Lapierre/Duval       | 67    |
| 5     | Holland        | Bleekemolen/vd Zande | 57    |
| 6     | Malaysia       | Alex Yoong           | 55    |
| 7     | Italien        | Toccacelo/Pier Guidi | 52    |
| 8     | Schweiz        | Jani/Buemi           | 50    |
| 9     | USA            | Summerton/Giebler    | 42    |
| 10    | Mexiko         | Durán/Pérez          | 35    |
| 11    | Kanada         | Hinchcliffe/McIntosh | 33    |
| 12    | Tjeckien       | Enge/J Janiš         | 27    |
| 13    | Australien     | Briscoe/Dyk          | 25    |
| 14    | Sydafrika      | Zaugg/vd Merwe       | 24    |
| 15    | Kina           | Cheng/Pin-Tung       | 22    |
| 16    | Indien         | Karthikeyan/Ebrahim  | 13    |
| 17    | Portugal       | Parente/Urbano       | 10    |
| 18    | Brasilien      | Matos/Junqueira      | 9     |
| 19    | Irland         | Devaney/Lyons        | 8     |
| 20    | Singapore      | Murchison/Lian       | 3     |
| 21    | Indonesien     | Mikola/Soeprapto     | 1     |
| 22    | Pakistan       | Nur B. Ali           | 1     |